# Gary Barber
Pour les articles homonymes, voir Barber.
Gary Barber, né le 1er janvier 1957 à Johannesburg[réf. nécessaire], est un producteur américain.

## Biographie
Il est depuis 2010 le directeur général de la Metro-Goldwyn-Mayer. Il est également, avec Roger Birnbaum, le cofondateur de Spyglass Entertainment.

## Filmographie
- 1993 : True Romance de Tony Scott
- 2023 : Spy Kids: Armageddon de Robert Rodriguez
- 2023 : Ils étaient un seul homme (The Boys in the Boat) de George Clooney
- 2023 : Thanksgiving : La Semaine de l'horreur (Thanksgiving) d'Eli Roth
- 2025 : The Institute (série TV)